# 오쿠노 세이이치로
오쿠노 세이이치로(일본어: 奥野 誠一郎, 1974년 7월 26일 ~ )는 일본의 전 축구 선수이다.

## 구단 경력
과거 요코하마 플뤼겔스, 오미야 아르디자에서 활동하였다.